# Atlanta Flames
Die Atlanta Flames (IPA: [ətˈlæntə fleɪms]) waren eine amerikanische Eishockeymannschaft aus der National Hockey League, die 1972 gegründet wurde. Der Name ging aus dem Großbrand von Atlanta 1864 im Sezessionskrieg hervor, der einen Großteil der Stadt zerstörte. 1980 zog das Team nach Calgary um und spielt dort seitdem als Calgary Flames.

## Geschichte
Die Atlanta Flames kamen 1972 im Zuge der Erweiterung zusammen mit den New York Islanders als so genanntes „Expansion Team“ in die National Hockey League. Ihr Stadion in Atlanta hieß Omni Coliseum. Am 7. Oktober 1972 absolvierten sie ihr erstes Spiel gegen die Islanders und gingen mit einem Endstand von 3:2 als Sieger hervor. Eine Woche darauf folgte das erste Pflichtspiel der Flames gegen die Buffalo Sabres, welches 1:1 endete. Das Franchise beendete seine erste Saison mit einer Bilanz von 25-38-15 auf Platz sieben der Western Division. In der zweiten Saison erreichte das Team erstmals die Playoffs. Dort trafen die Flames in der ersten Runde auf die Philadelphia Flyers, verloren die Serie gegen den späteren Stanley-Cup-Sieger jedoch mit 0:4-Siegen.

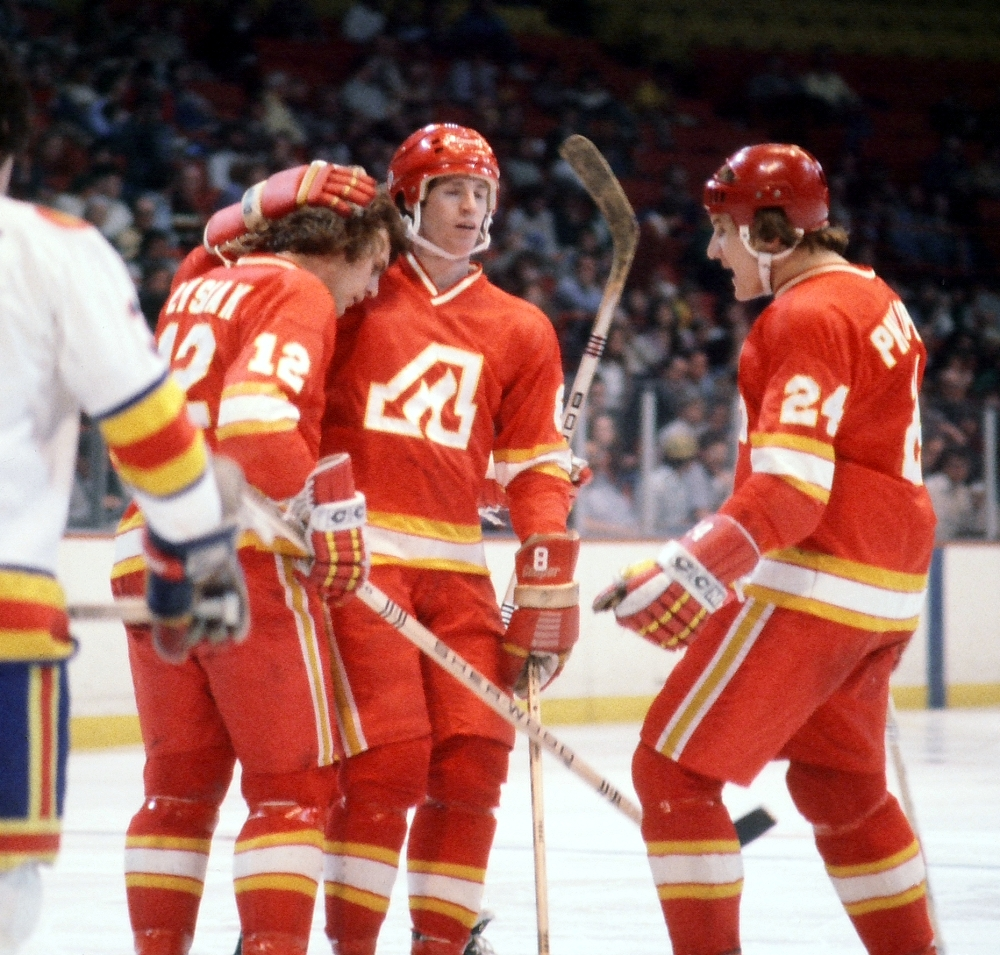
Tom Lysiak (12) bejubelt mit David Shand und Harold Phillipoff (24) ein Tor

Im Jahr darauf wurden die Divisionen neu eingeteilt und die Atlanta Flames kamen in die Patrick Division in der Campbell Conference. Daher schlossen sie die Conference, trotz ihrer ersten Saison mit einer Siegesquote höher als 50 Prozent, auf dem letzten Platz ab.
In der Saison 1975/76 erreichten die Flames das zweite Mal die Playoffs. Es war der Beginn einer langen Serie, in der das Team die Endrunde bis zur Saison 1991/92 kein einziges Mal verpasste. In der Spielzeit 1978/79 gelang es der Mannschaft erstmals in ihrer Geschichte, die 90-Punkte-Marke zu übertreffen, dennoch schloss sie die Saison als Letzter der Division ab. Trotzdem erreichten die Flames zum sechsten Mal seit ihrem Bestehen die Playoffs, scheiterten aber in der ersten Runde. Die darauffolgende Saison war die bisher letzte des Franchises in Atlanta. Der Torhüter Jim Craig, der sechs Tage zuvor mit dem Team USA Gold bei den Olympischen Winterspielen gewonnen hatte, gab bei den Flames sein NHL-Debüt. Aufgrund seines Auftritts war das Omni Coliseum ein letztes Mal restlos ausverkauft. Die Atlanta Flames schafften es in dieser Nachsaison abermals nicht, die zweite Playoffrunde zu erreichen, und gewannen trotz sieben Playoff-Teilnahmen während ihrer Zeit in Atlanta nur zwei Playoffspiele (gegen die New York Rangers 1980 bzw. gegen die Los Angeles Kings 1977).
Tom Cousins, der Besitzer der Atlanta Flames, sah sein Imperium zerbröckeln, und um eine drohende Pleite abzuwenden, musste er die Flames verkaufen. Da in Atlanta nur eine kleine Fanbasis vorhanden war, gab es keine angemessenen Angebote von Investoren in der Region und so wurden die Flames an den Kanadier Nelson Skalbania verkauft. Am 21. Mai 1980 zog das Team schließlich vom Omni Coliseum in Atlanta nach Calgary in den Stampede Corral um, ein Stadion, das 8000 Zuschauer fasste.

### Saisonstatistik
Abkürzungen: GP = Spiele, W = Siege, L = Niederlagen, T = Unentschieden, OTL = Niederlagen nach Overtime, SOL = Niederlagen nach Shootout, Pts = Punkte, GF = Erzielte Tore, GA = Gegentore, PIM = Strafminuten
| Saison  | GP  | W   | L   | T   | OTL | SOL | Pts | GF   | GA   | PIM  | Platz       | Playoffs                                                                                 |
| ------- | --- | --- | --- | --- | --- | --- | --- | ---- | ---- | ---- | ----------- | ---------------------------------------------------------------------------------------- |
| 1972/73 | 78  | 25  | 38  | 15  | —   | —   | 65  | 191  | 239  | 852  | 7., West    | nicht qualifiziert                                                                       |
| 1973/74 | 78  | 30  | 34  | 14  | —   | —   | 74  | 214  | 238  | 841  | 4., West    | Niederlage im Conference Halbfinale, 0:4 (Philadelphia)                                  |
| 1974/75 | 80  | 34  | 31  | 15  | —   | —   | 83  | 243  | 233  | 915  | 4., Patrick | nicht qualifiziert                                                                       |
| 1975/76 | 80  | 35  | 33  | 12  | —   | —   | 82  | 262  | 237  | 928  | 3., Patrick | Niederlage im Conference Viertelfinale, 0:2 (Los Angeles)                                |
| 1976/77 | 80  | 34  | 34  | 12  | —   | —   | 80  | 264  | 265  | 889  | 3., Patrick | Niederlage im Conference Viertelfinale, 1:2 (Los Angeles)                                |
| 1977/78 | 80  | 34  | 27  | 19  | —   | —   | 87  | 274  | 252  | 984  | 3., Patrick | Niederlage im Conference Viertelfinale, 0:2 (Detroit)                                    |
| 1978/79 | 80  | 41  | 31  | 8   | —   | —   | 90  | 327  | 280  | 1158 | 4., Patrick | Niederlage im Conference Viertelfinale, 0:2 (Toronto)                                    |
| 1979/80 | 80  | 35  | 32  | 13  | —   | —   | 83  | 282  | 269  | 1048 | 4., Patrick | Niederlage im Conference Viertelfinale, 1:3 (New York)                                   |
| Gesamt  | 636 | 268 | 260 | 108 | —   | —   | 644 | 2057 | 2013 | 7615 |             | 6 Playoff-Teilnahmen 6 Serien: 0 Siege, 6 Niederlagen 17 Spiele: 2 Siege, 15 Niederlagen |

## Erinnerung an Atlanta

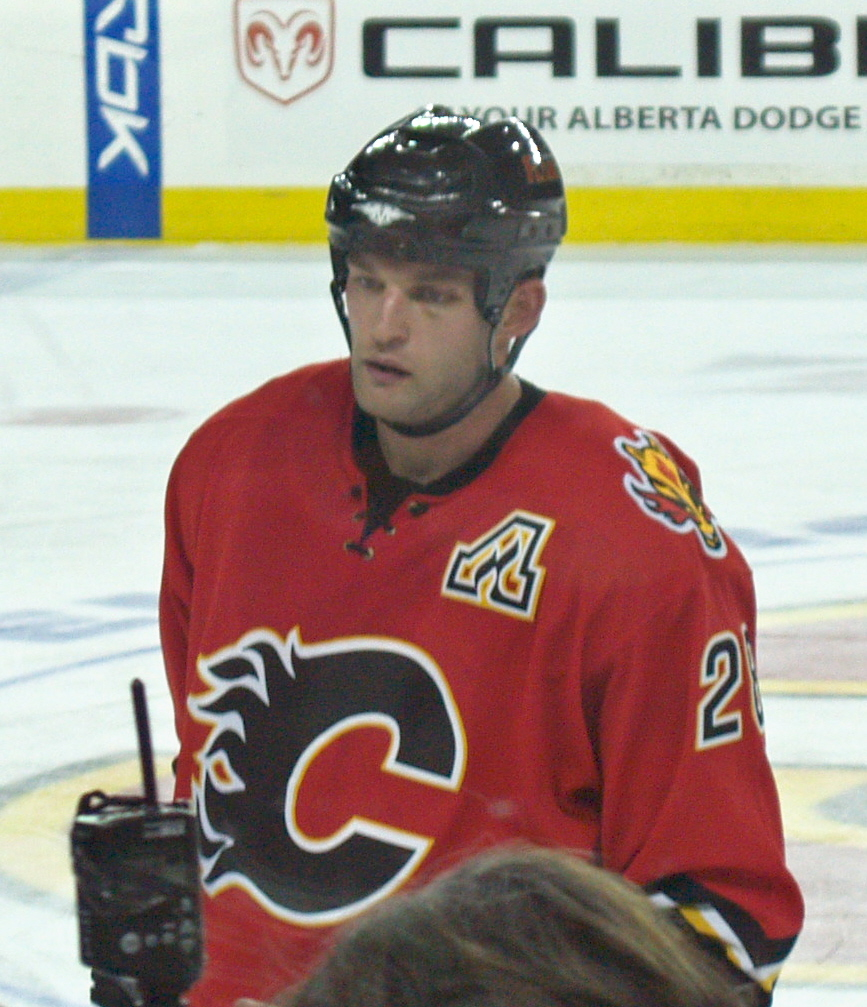
Robyn Regehr trägt als Zeichen für einen Alternativ-Kapitän das „A“ der Atlanta Flames auf der Brust

In Erinnerung an die Atlanta Flames tragen die Alternativ-Kapitäne der Calgary Flames das „A“ aus dem Logo der Atlanta Flames auf der Brust.

## Trainer
| Zeitraum          | Trainer          |
| ----------------- | ---------------- |
| 1972/73 – 1974/75 | Bernie Geoffrion |
| 1974/75 – 1978/79 | Fred Creighton   |
| 1979/80 – 1981/82 | Al MacNeil       |

## Zu erwähnende Spieler

### Mannschaftskapitäne
| Jahr      | Name           |
| --------- | -------------- |
| 1972–1975 | Keith McCreary |
| 1975–1977 | Pat Quinn      |
| 1977–1979 | Tom Lysiak     |
| 1979–1980 | Jean Pronovost |

### Top-10-Draftpicks
| Name                          | Jahr | Draft-Position |
| ----------------------------- | ---- | -------------- |
| Jacques Richard               | 1972 | 2.             |
| Tom Lysiak                    | 1973 | 2.             |
| Richard Mulhern               | 1975 | 8.             |
| David Shand Harold Phillipoff | 1976 | 8. 10.         |

### Top-Punktesammler
Die zehn besten Punktesammler in der Geschichte der Atlanta Flames in der regulären Saison und der Playoffs.
Abkürzungen: Pos = Position, GP = Spiele, G = Tore, A = Vorlagen, Pts = Punkte, P/G = Punkte pro Spiel
| Name          | Pos | Saison          | GP  | G   | A   | Pts | P/G  |
| ------------- | --- | --------------- | --- | --- | --- | --- | ---- |
| Tom Lysiak    | C   | 1973/74–1978/79 | 445 | 155 | 276 | 431 | 0,97 |
| Eric Vail     | LW  | 1973/74–1979/80 | 469 | 174 | 209 | 383 | 0,82 |
| Guy Chouinard | C   | 1974/75–1979/80 | 318 | 126 | 168 | 294 | 0,92 |
| Curt Bennett  | RW  | 1972/73–1979/80 | 405 | 126 | 140 | 266 | 0,66 |
| Bob MacMillan | RW  | 1977/78–1979/80 | 208 | 90  | 131 | 221 | 1,06 |
| Rey Comeau    | C   | 1972/73–1977/78 | 468 | 88  | 126 | 214 | 0,46 |
| Ken Houston   | RW  | 1975/76–1979/80 | 350 | 91  | 108 | 199 | 0,57 |
| Bill Clement  | C   | 1975/76–1979/80 | 297 | 69  | 107 | 176 | 0,59 |
| Willi Plett   | RW  | 1975/76–1979/80 | 296 | 91  | 83  | 174 | 0,59 |
| Randy Manery  | D   | 1972/73–1976/77 | 377 | 30  | 142 | 172 | 0,46 |

| Name             | Pos | GP | G | A | Pts | P/G  |
| ---------------- | --- | -- | - | - | --- | ---- |
| Eric Vail        | LW  | 14 | 5 | 6 | 11  | 0,79 |
| Guy Chouinard    | C   | 13 | 5 | 5 | 10  | 0,77 |
| Tom Lysiak       | C   | 11 | 2 | 5 | 7   | 0,64 |
| Larry Romanchych | RW  | 7  | 2 | 2 | 4   | 0,57 |
| Willi Plett      | RW  | 9  | 3 | 0 | 3   | 0,33 |
| Rey Comeau       | C   | 9  | 2 | 1 | 3   | 0,33 |
| Bill Clement     | C   | 13 | 1 | 2 | 3   | 0,23 |
| Bob MacMillan    | RW  | 8  | 0 | 3 | 3   | 0,38 |
| Richard Mulhern  | D   | 5  | 0 | 3 | 3   | 0,60 |
| Garry Unger      | C   | 4  | 0 | 3 | 3   | 0,75 |